# Werkbundsiedlung Breslau

Lageplan der WuWA (polnisch)

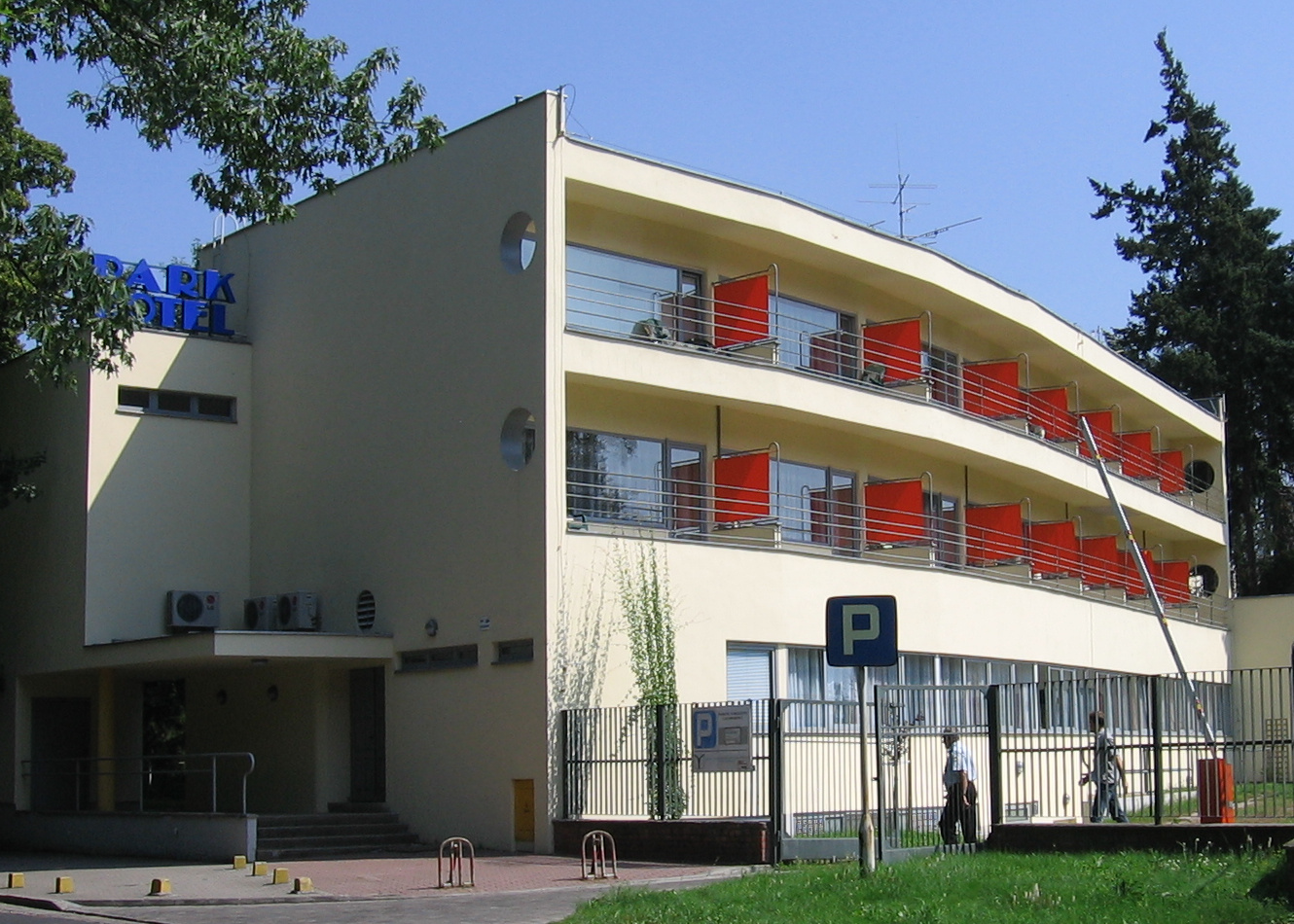
Ledigenheim von Hans Scharoun, (Nr. 31), jetzt Seminarhotel für die Staatliche Arbeitsinspektion.

Die Werkbundsiedlung Breslau im Breslauer Stadtteil Grüneiche (heute: Dąbie, Wrocław) wurde 1929  als Mustersiedlung errichtet im Rahmen der Werkbundausstellung Wohnung und Werkraum oder „Wohnung- und Werkraumausstellung (WuWA)“. Die Werkbund-Ausstellung hatte im Siedlungsbau ihren Schwerpunkt. Eine Ergänzung erfuhr diese Darstellung durch weitere Präsentationen im nahe gelegenen Ausstellungsgelände rund um die Jahrhunderthalle und im Scheitniger Park. Die Ausstellung wurde von der schlesischen Abteilung des Deutschen Werkbundes (DWB) organisiert und dauerte vom 15. Juni 1929 bis zum 29. September 1929.
Das Hauptaugenmerk lag auf einer zwar einfachen, aber nicht zu einfachen architektonischen Form und Funktionalität. Alle 32 Gebäude wurden in der „erstaunlich kurze[n] Zeit von etwa 3 Monaten“ gebaut. Grünflächen und ein Holzkindergarten gehörten auch zum Projekt, das architektonisch beispielgebend sein sollte.
Die Breslauer Siedlung ist Teil einer Reihe von sechs Werkbundsiedlungen, die von 1925 bis 1932 in Mitteleuropa entstanden. Diese Mustersiedlungen folgten dem Willen nach einer zunehmenden Vereinfachung der Bauweise, dem radikalen Verzicht auf jegliche Gliederung, Verzierung und Ausschmückung, getreu dem Motto des Werkbund-Mitbegründers Hermann Muthesius: „Mehr Inhalt und weniger Kunst.“ Während die Befürworter diesen Reduktionismus als eine „Revolution“ (Le Corbusier) und als einen „Aufbruch in die Moderne“ loben, halten die Gegner die Abschaffung der überlieferten Formenvielfalt im Bauen für einen Niedergang.

## Entwicklung
Anders als an der Ausstellung in Stuttgart wurden in Breslau sowohl modernistische als auch eher konventionelle Architekten tätig. Entgegen der Bitte vom Initiator Heinrich Lauterbach entstanden in Breslau Gebäude ausschließlich von regional ansässigen Architekten. Viele waren Schüler von Hans Poelzig. Die treibende Kraft für die Ausstellung ging von Heinrich Lauterbach aus. Er initiierte auch die Gründung eines Schlesischen Landesverbandes des Werkbundes und übernahm mit Adolf Rading dessen „künstlerische“ Leitung.
Die Ausstellung umfasste 32 Wohngebäude (ursprünglich waren 37 Häuser geplant): freistehende Einfamilienhäuser, Doppel- und Reihenhäuser, verschiedene Typen von Mehrfamilienhäusern, darüber hinaus später wieder abgebaute 1:1-Modelle eines Bürohauses und eines Bauerngutshofes. Adolf Rading entwarf ein siebenstöckiges Hochhaus, dessen Realisierung wegen Bedenken des Bauamtes unter Stadtbaudirektor und Stadtbaurat Fritz Behrendt nur viergeschossig erfolgte. Besonders interessant ist das als Einküchenhaus konzipierte Ledigenheim von Hans Scharoun, das zu den ersten Split-level-Wohnbauten weltweit gehört. Auch die Innenräume der Gebäude wurden mit Gegenständen ausgestattet, die von Werkbund-Mitgliedern entworfen worden waren wie z. B. von Anna Silber (1898–1981), Josef Vinecký (1882–1949) und Li Vinecký-Thorn (1867–1952). Die Gestaltung der Ausstellung hatte Johannes Molzahn übernommen.
Nach Ansicht der Architekturhistorikerin Jadwiga Urbanik, unter Berufung auf zeitgenössische Kritiker wie Georg Münter, war der Grundriss der Siedlung jedoch chaotisch, die Ausrichtung der Gebäude relativ willkürlich, und sie wiesen erhebliche funktionale Mängel auf. Lampmann etwa moniert zu wenig Sonnenscheineinstrahlung auf Radings Haus Nr. 7. Gleichwohl wurde die Ausstellung in den Fachzeitschriften und der Tagespresse der damaligen Zeit ausführlich kommentiert, und einige der Projekte, vor allem die Einfamilienhäuser, erhielten gute Besprechungen.

## Standorte
| Gebäude   | Adresse                                       | Beschreibung | Architekten für Hochbau und Innenausstattung, Planer für Gartengestaltung | Foto                |
| --------- | --------------------------------------------- | --- | --- | ------------------- |
| Nr. 1     | ul. Tramwajowa 2 [Straßenbahnstraße]          | Ein langgestrecktes Mietshaus mit Laubengängen (offenen Außengängen) auf den vier Etagen; Parterre mit einem halbrund überdachten Wartebereich für die auf die Straßenbahn Wartenden. Es gibt zwölf Wohnungen mit 48 m² und sechs Wohnungen mit 60 m², die sich auf vier Wohngeschosse verteilen, wobei jedes Geschoss sechs verschiedene Wohnungsvarianten aufweist.                  | Haus: Paul Heim (1879–1963) und Albert Kempter (1863–1941) Garten: Erich Vergin |                     |
| Nr. 2     | ul. Wróblewskiego 18                          | Eingeschossiges Gebäude in Holzskelettbauweise mit Flachdach und Oberlicht für einen Kindergarten mit 60 Kindern. | Haus: Paul Heim und Albert Kempter Garten: Erich Vergin |                     |
| Nr. 3–6   | ul. Tramwajowa 2a                             | Mehrfamilienhaus mit acht Mietparteien. | Haus: Gustav Wolf (1887–1963) Inneneinrichtung: Ulrich Stein, Albert Müller, Rudolf Mestel Garten: Erich Vergin |                     |
| Nr. 7     | ul. Tramwajowa 2b                             | Fünfstöckiges Mehrfamilienhaus-Mietshaus. Nach großen Umbauten von den 1950er Jahren bis 2012 Studentenwohnheim Pancernik („Schlachtschiff“) der Universität Breslau | Haus: Adolf Rading (1888–1957) Inneneinrichtung: Adolf Rading, Josef Vinecký, Li Vinecký-Thorn |                     |
| Nr. 8     | ul. Tramwajowa                                | Garagen, das Gebäude wurde nicht fertiggestellt. | Adolf Rading | Adolf Rading        |
| Nr. 9–22  | ul. Tramwajowa 4–30                           | Ein Komplex von dreizehn Einfamilien-Reihenhäusern (Nr. 10–22) und einem Vierfamilien-Eckhaus (Nr. 9). | Haus: Emil Lange (1884–1968) (Nr. 9), Ludwig Moshamer (1885–1946) (Nr. 10–12), Heinrich Lauterbach (1893–1973) (Nr. 13–15), Moritz Hadda (1887–1942) (Nr. 16–17), Paul Häusler (Nr. 18–20), Theo Effenberger (1882–1968) (Nr. 21–22) Inneneinrichtung: Emil Lange, Paul Heim, Eugen Weigt, Hilda Krebs (Nr. 9), H. E. Fritsche, Pohl Oels (Nr. 10–12), Heinrich Tischler (Nr. 16–17), Paul Häusler (Nr. 18–20), Ulrich Roediger (Nr. 21–22) Garten: Erich Vergin (Nr. 9), Paul Hatt (Nr. 10–15 und 21–22) |                     |
| Nr. 23–25 | ul. Tramwajowa                                | Privates Mietshaus, wurde nicht fertiggestellt. | Theo Effenberger | Theo Effenberger    |
| Nr. 26–27 | ul. Dembowskiego 11/13                        | Zweigeschossiges Zweifamilienhaus mit Garagen, beide Wohnungen mit einer Fläche von 185 m². | Haus: Theo Effenberger Inneneinrichtung: Ulrich Stein Garten: Paul Hatt |                     |
| Nr. 28    | ul. Dembowskiego 9                            | Dreistöckiges Einfamilienhaus mit Garage, ausgelegt für eine Familie von 6–7 Personen mit einem Dienstboten. | Haus: Emil Lange Inneneinrichtung: Wilhelm Stephan, Hilda Krebs, Emil Lange Garten: Kurt Schütze |                     |
| Nr. 29–30 | ul. Zielonego Dębu 23/25 [Grüne Eichenstraße] | Zweistöckiges Zweifamilienhaus für sieben Personen. | Haus: Paul Häusler Inneneinrichtung: Paul Häusler, Fritz Kleemann Garten: Julius Schütze |                     |
| Nr. 31    | ul. Kopernika 9                               | Wohnheim für Ledige und kinderlose Ehepaare, allgemein als Ledigenheim bezeichnet. Ein dreigeschossiges Gebäude, bestehend aus zwei Flügeln; der erste Flügel für kinderlose Ehepaare hatte 32 Wohnungen von 37 m² mit Balkonen, der zweite Flügel für alleinstehende Frauen hatte 32 Wohnungen von 27 m². In der Mitte gab es einen Gemeinschaftsbereich mit Restaurant und Terrasse. | Haus: Hans Scharoun Inneneinrichtung: Hans Scharoun |                     |
| Nr. 32–33 | ul. Kopernika 7/8                             | Ein eingeschossiges Zweifamilienhaus mit einem Satteldach. Das Haus Nr. 32 war für einen Künstler mit seiner Familie bestimmt; es hatte im Dachgeschoss einen Raum für ein Atelier. Das Haus Nr. 33 war für eine Familie mit einem Dienstboten vorgesehen. | Haus: Gustav Wolf Garten: Fritz Hanisch |                     |
| Nr. 34    | ul. Zielonego Dębu                            | Einfamilienhaus, das Gebäude wurde nicht fertiggestellt. | Heinrich Lauterbach | Heinrich Lauterbach |
| Nr. 35    | ul. Zielonego Dębu 17                         | Einfamilienhaus für einen Fabrikdirektor oder einen hohen Beamten und seine vierköpfige Familie und ein Dienstmädchen. | Haus: Heinrich Lauterbach Inneneinrichtung: Heinrich Lauterbach, Anna Silber Garten: Julius Schütze |                     |
| Nr. 36    | ul. Zielonego Dębu 19                         | Einfamilienhaus für einen Angestellten und seine Familie. | Haus: Moritz Hadda Inneneinrichtung: Moritz Hadda, Martin Rosenstein, Anna Silber Garten: Moritz Hadda |                     |
| Nr. 37    | ul. Zielonego Dębu 21                         | Einfamilienhaus für einen höheren Beamten, Kaufmann oder Freiberufler. | Haus: Ludwig Moshamer Inneneinrichtung: Ludwig Moshamer, H.E. Fritsche Garten: Julius Schütze |                     |

## Weiternutzung
Nach dem Zweiten Weltkrieg wurden die Einfamilienhäuser und kleinere Mehrfamilienbauten an Privatleute für einen Zeitraum von 99 Jahren verpachtet. Durch sie wurden die Gebäude teilweise umgestaltet. Ein Haus wurde abgerissen, um an seiner Stelle ein Fußballfeld anlegen zu können. Diese Fläche wurde in der Folge jedoch zum Parkplatz umgestaltet. Die beiden großen Mehrfamilienbauten wurden zu Beginn des 21. Jahrhunderts renoviert und zu einem Hotel bzw. einem Studentenheim umgenutzt.
Im Juli 2006 brannte der aus Holz erbaute und mehrere Jahre ungenutzte Kindergarten unter ungeklärten Umständen nieder. Einige Tage davor ging ein Gesuch auf einen Bauvorbescheid zum Bau dreier Reihenhäuser auf demselben Grundstück bei der zuständigen Stadtverwaltung ein. Dieses wurde allerdings nicht vom Grundstückseigentümer gestellt. Infolgedessen wurde ein Verfahren zur Eintragung in die Baudenkmalliste eingeleitet. Die Eintragung wurde ungeachtet des Brandes rechtskräftig und die Stadt zum Eigentümer des Grundstücks. Die Stadtverwaltung beauftragte die Niederschlesische Architektenkammer mit dem originalgetreuen Wiederaufbau. Nach dem Wiederaufbau 2013/14, den zu einem großen Teil die Architektenkammer gestiftet hatte, bezog sie das Gebäude als ihren Sitz.

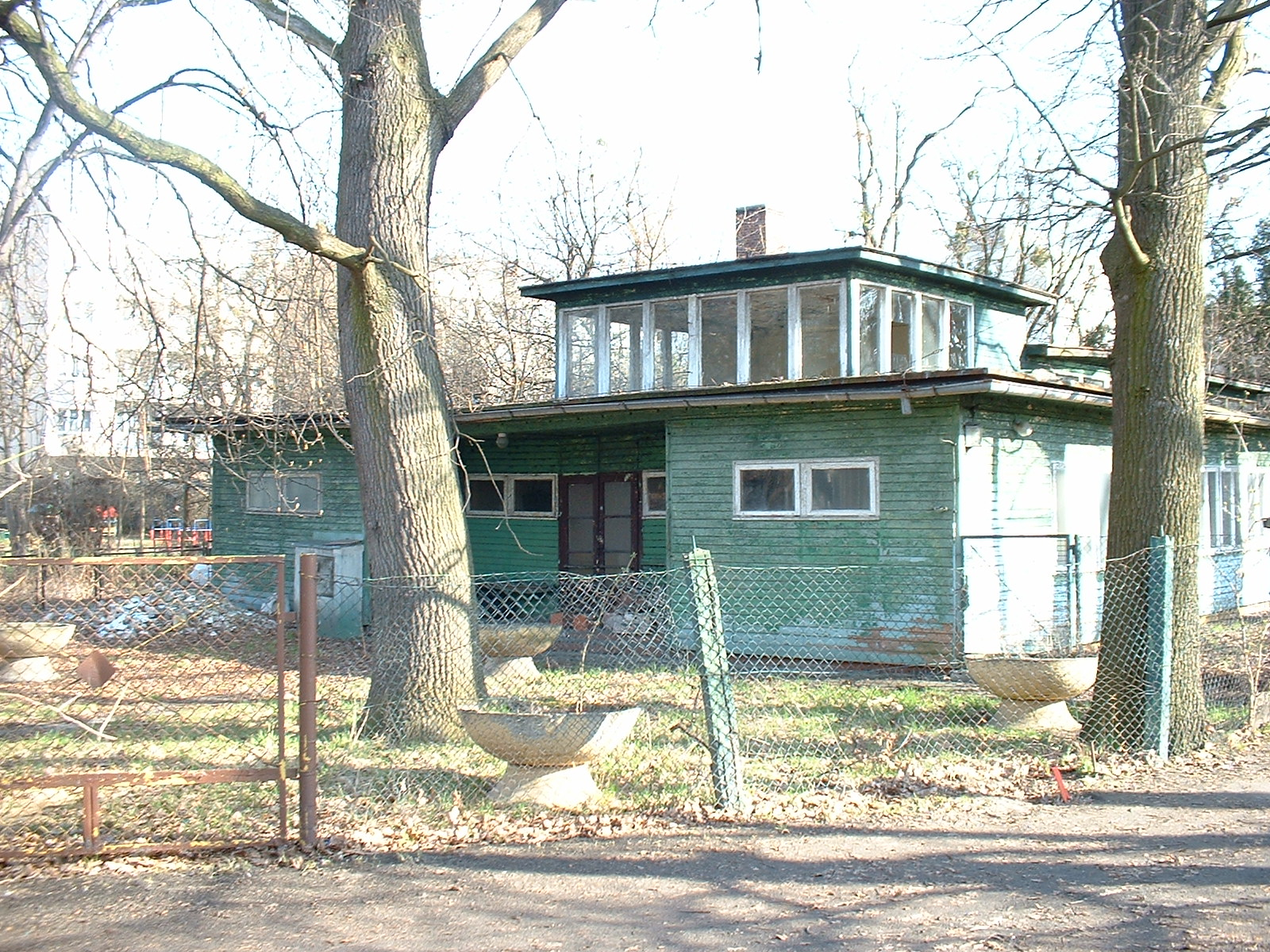
Kindergarten (Haus Nr. 2), wenige Monate vor der Zerstörung 2006
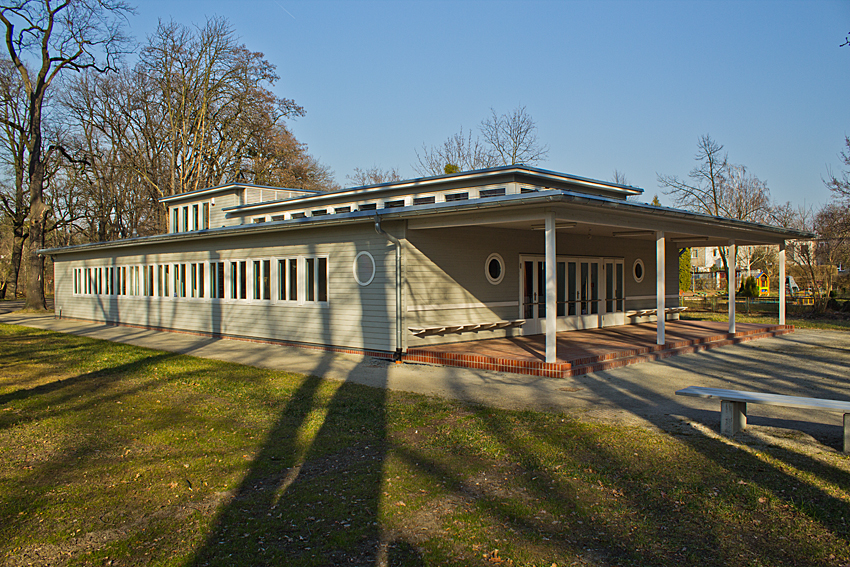
Rekonstruierter Kindergarten, 2015, Sitz der Niederschlesischen Architektenkammer